# Sacra Famiglia (El Greco Hospital de Tavera)
La Sacra Famiglia è un dipinto a olio su tela del pittore El Greco effettuato nel 1595 nel periodo tolentiano e si trova nel Hospital de Tavera a Toledo.

## Analisi
Il tema della Sacra Famiglia è strato utilizzato più volte nelle opere di El Greco. Ciò fornisce una reinterpretazione del tutto simile al lavoro che ha fatto per il Museo de Santa Cruz. Le principali modifiche sono l'introduzione della Madonna del latte e l'assenza del bambino san Giovanni Battista; varia l'atteggiamento di San Giuseppe e la posizione di sant'Anna.
L'opera è molto simile ai lavori di El Greco durante la permanenza a Roma. Ciò che produce che questa tabella abbia una grande vivacità e sia molto vicina allo spettatore. Emergono i lineamenti luminosi dell'opera, nonché le figure estese e stilizzate. Tuttavia, le pesanti vesti non permettono di contemplare l'anatomia delle figure, ad eccezione della Vergine Maria e di Gesù bambino.